# Nadpromienista przemiana fazowa
Nadpromienista przemiania fazowa (ang. Superradiant phase transition) – w mechanice kwantowej podobna do nadprzewodnictwa i ferromagnetyzmu przemiana fazowa w układzie składającym się z materii i kwantowego pola elektromagnetycznego, polegająca na tym, że układ przechodzi do uporządkowanego stanu nadpromienistego, w którym w stanie podstawowym w odróżnieniu od normalnej próżni elektromagnetycznej istnieje znaczna gęstość uwięzionych wśród materii fotonów, a atomy pozostają na stałe w stanach silnie wzbudzonych. Oryginalnie została przewidziana w tzw. modelu Dicke, w którym zakłada się, że atomy posiadają jedynie dwa poziomy energetyczne i oddziałują one z jednym modem kwantowego pola elektromagnetycznego.
Przemiana ta zachodzi, kiedy siła oddziaływania atomów z polem elektromagnetycznym jest większa niż energia części nieoddziałującej układu, co podobnie jak w przypadku nadprzewodnictwa i ferromagnetyzmu prowadzi do efektywnych oddziaływań dynamicznych pomiędzy atomami typu ferromagnetycznego i spontanicznego pojawienia się uporządkowania wzbudzeń poniżej temperatury krytycznej. Znaczy to, że kolektywne przesunięcie Lamba w układzie oddziałujących z fluktuacjami próżni atomów staje się porównywalne z energiami samych atomów, a fluktuacje próżni powodują spontaniczne samowzbudzenie materii. Przemiana ta może być łatwo zrozumiana, stosując transformacje Holsteina-Primakoffa do atomów dwupoziomowych. W wyniku tej transformacji atomy stają się oscylatorami harmonicznymi o częstości równej różnicy poziomów, a cały układ układem oddziałujących oscylatorów harmonicznych atomów i pola, czyli dielektrykiem Hopfielda przewidującym w stanie normalnym polarony dla fotonów, czyli polarytony. Jeśli teraz oddziaływanie z polem elektromagnetycznym jest tak silne, że układ zapada się i pojawiają się częstości urojone wtedy układ fizyczny ze stabilizującymi członami wyższych rzędów będzie podlegał podobnej do ferroelektrycznej przemianie fazowej.
W modelu tym układ matematycznie równoważny jest dla jednego modu wzbudzeń paczce trojańskiej, kiedy to natężenie pola elektromagnetycznego spolaryzowanego kołowo odpowiada stałej sprzężenia elektromagnetycznego i powyżej jej wartości krytycznej przechodzi do ruchu niestabilnego (jonizacji).
Przemiana ta była przedmiotem szerokiej dyskusji czy jest wynikiem jedynie uproszczonego modelu matematycznego oddziaływania materii z polem i czy może zachodzić dla prawdziwych parametrów fizycznych układów.
Jednak zarówno oryginalne wyprowadzenie, jak też późniejsze poprawki prowadzące do nieistnienia przemiany z powodu reguły sum Thomasa-Reiche’a-Kuhna, które dla oscylatora harmonicznego skracają wymaganą nierówność do niemożliwej ujemności stałej oddziaływania, były oparte na założeniu, że operatory pola elektromagnetycznego są komutującymi liczbami oraz że atomy nie oddziałują między sobą statycznymi np. dipolowymi siłami kulombowskimi, co w ogólności nie jest prawdą, tak samo jak w przypadku twierdzenia van Leeuwen, i jedynie klasycznego nieistnienia diamagnetyzmu Landaua. Powrót przemiany zachodzi, ponieważ elektrostatyczne oddziaływania dipolowe atom-atom nigdy nie są pomijalne w zakresie nadpromienistym gęstości materii, a transformacja unitarna Powera-Zienau eliminująca kwantowy potencjał wektorowy w Hamiltonianie najmniejszego sprzężenia przekształca Hamiltonian dokładnie do postaci użytej kiedy nadpromienistość została odkryta, lecz ściśle, a nie w przybliżeniu pomijającym kwadrat potencjału wektorowego, którego dodanie jak później twierdzono powoduje zapobieżenie przemianie. Patrząc inaczej, w ramach pełnej mechaniki kwantowej włączając pole elektromagnetyczne uogólnione twierdzenie van Leeuwen nie działa i oddziaływania elektromagnetyczne nie mogą być całkowicie wyeliminowane, podczas gdy w wyniku transformacji zmieniają się one się jedynie ze sprzężenia poprzez potencjał wektorowy {\displaystyle \mathbf {p} \cdot \mathbf {A} } na sprzężenie poprzez pole elektryczne {\displaystyle \mathbf {x} \cdot \mathbf {E} } i inne efektywne oddziaływanie elektrostatyczne. Obecnie może być obserwowana w układach modelowych, jak kondensaty Bosego-Einsteina i sztuczne atomy.

## Teoria

### Krytyczność w zlinearyzowanym modelu Jaynesa-Cummingsa
Nadpromienista przemiana fazowa jest formalnie przewidziana już przez zachowanie krytyczne rezonansowego modelu Jaynesa-Cummingsa opisującego oddziaływanie nie {\displaystyle N,} lecz tylko jednego atomu z jednym modem pola elektromagnetycznego. Zaczynając od dokładnego Hamiltonianu w modelu Jaynesa-Cummingsa w stanie rezonansu
{\displaystyle {\hat {H}}_{\text{JC}}=\hbar \omega {\hat {a}}^{\dagger }{\hat {a}}+\hbar \omega {\frac {{\hat {\sigma }}_{z}}{2}}+{\frac {\hbar \Omega }{2}}\left({\hat {a}}{\hat {\sigma }}_{+}+{\hat {a}}^{\dagger }{\hat {\sigma }}_{-}+{\hat {a}}{\hat {\sigma }}_{-}+{\hat {a}}^{\dagger }{\hat {\sigma }}_{+}\right),}
stosując transformacje Holsteina-Primakoffa dla dwóch poziomów spinu oraz zastępując operatory podwyższające i obniżające spinu odpowiednimi operatorami kreacji i anihilacji dla oscylatora harmonicznego
{\displaystyle {\hat {\sigma }}_{-}\approx {\hat {b}},}
{\displaystyle {\hat {\sigma }}_{+}\approx {\hat {b}}^{\dagger },}
{\displaystyle {\hat {\sigma }}_{z}\approx 2{\hat {b}}^{\dagger }{\hat {b}},}
otrzymuje się Hamiltonian dwóch sprzężonych oscylatorów harmonicznych:
{\displaystyle {\hat {H}}_{\text{JC}}=\hbar \omega {\hat {a}}^{\dagger }{\hat {a}}+\hbar \omega {\hat {b}}^{\dagger }{\hat {b}}+{\frac {\hbar \Omega }{2}}\left({\hat {a}}{\hat {b}}^{\dagger }+{\hat {a}}^{\dagger }{\hat {b}}+{\hat {a}}{\hat {a}}+{\hat {a}}^{\dagger }{\hat {b}}^{\dagger }\right),}
który łatwo może zostać zdiagonalizowany.
Zakładając jego formę normalną
{\displaystyle {\hat {H}}_{\text{JC}}=\Omega _{+}{\hat {A_{+}}}^{\dagger }{\hat {A_{+}}}+\Omega _{-}{\hat {A_{-}}}^{\dagger }{\hat {A_{-}}}+C,}
gdzie:
{\displaystyle {\hat {A_{\pm }}}=c_{\pm 1}{\hat {a}}+c_{\pm 2}{\hat {a}}^{\dagger }+c_{\pm 3}{\hat {b}}+c_{\pm 4}{\hat {b}}^{\dagger },}
otrzymuje się równanie na wartości własne
{\displaystyle [{\hat {A_{\pm }}},{\hat {H}}_{\text{JC}}]=\Omega _{\pm }A}
z rozwiązaniami
{\displaystyle \Omega _{\pm }=\omega {\sqrt {1\pm {\frac {\Omega }{\omega }}}}.}
System zapada się, kiedy jedna z częstości staje się urojona, tzn. kiedy
{\displaystyle \Omega >\omega }
lub kiedy sprzężenie atom-pole jest silniejsze niż częstość oscylatorów modu pola i atomu.
Ponieważ w prawdziwym układzie fizycznym są człony wyższych rzędów, w tym regionie parametrów w układzie będzie zachodziła w zależności od temperatury przemiana fazowa.

### Krytyczność w modelu Jaynesa-Cummingsa
Uproszczony Hamiltonian modelu Jaynesa-Cummingsa z pominięciem członów przeciwnie rotujących (naruszających zasadę zachowania energii) jest dany przez
{\displaystyle {\hat {H}}_{\text{JC}}=\hbar \omega {\hat {a}}^{\dagger }{\hat {a}}+\hbar \omega {\frac {{\hat {\sigma }}_{z}}{2}}+{\frac {\hbar \Omega }{2}}\left({\hat {a}}{\hat {\sigma }}_{+}+{\hat {a}}^{\dagger }{\hat {\sigma }}_{-}\right)}
oraz energie dla przypadku rezonansu poziomów z modem pola są
{\displaystyle E_{\pm }(n)=\hbar \omega \left(n+{\frac {1}{2}}\right)\pm {\frac {1}{2}}\hbar \Omega (n),}
{\displaystyle \Omega (n)=\Omega {\sqrt {n+1}},}
gdzie {\displaystyle \Omega _{n}} jest częstością Rabiego.
Można wtedy w przybliżeniu policzyć sumę statystyczną rozkładu kanonicznego
{\displaystyle Z=\sum _{\pm ,n}\mathrm {e} ^{-\beta E_{\pm }(n)}\approx \sum _{\pm }\int \mathrm {e} ^{-\beta E_{\pm }(n)}dn=\int \mathrm {e} ^{\Phi (n)}dn,}
gdzie dyskretna suma została zastąpiona całką.
Standardowe podejście w tym przypadku polega na tym, że ostatnia całka jest liczona poprzez przybliżenie funkcji podcałkowej funkcją Gaussa wokoło maksimum wykładnika:
{\displaystyle {\frac {\partial \Phi (n)}{\partial n}}=0}
{\displaystyle \Phi (n)=-\beta \hbar \omega \left(n+{\frac {1}{2}}\right)+\log 2\cosh {\frac {\hbar \Omega (n)\beta }{2}}.}
Prowadzi to do równania krytycznego:
{\displaystyle \operatorname {tgh} {\frac {\hbar \Omega (n)\beta }{2}}=4{\frac {\omega }{\Omega }}{\sqrt {n+1}}.}
Równanie to z własności funkcji hiperbolicznej {\displaystyle \operatorname {tgh} } ma rozwiązania tylko jeśli
{\displaystyle \Omega >4\omega ,}
co znaczy, że faza normalna i nadpromienista istnieją jedynie, kiedy energia oddziaływania atom-pole jest znacznie większa, niż różnica poziomów energetycznych samego atomu.
Kiedy ten warunek jest spełniony, równanie to daje rozwiązanie na parametr porządku {\displaystyle n} w zależności od odwrotności temperatury {\displaystyle 1/\beta } poniżej temperatury krytycznej, co znaczy istnienie uporządkowanego modu pola.
Podobne rozważania można przeprowadzić w prawdziwej granicy termodynamicznej nieskończonej liczby atomów.

### Niestabilność klasycznego modelu elektrostatycznego
Lepszy wgląd w naturę nadpromienistej przemiany fazowej, jak też w znaczenie wartości parametru krytycznego, który musi być przekroczony, aby przemiana zaszła, może być uzyskany poprzez badanie stabilności klasycznej układu naładowanych oscylatorów harmonicznych w przestrzeni trójwymiarowej oddziałujących jedynie elektrostatycznymi siłami odpychającymi, np. pomiędzy elektronami lokalnie będącymi w potencjale oscylatora harmonicznego. Pomimo oryginalnego modelu nadpromienistości kwantowe pole elektromagnetyczne jest tutaj całkowicie pominięte.
Zakłada się ponadto, że oscylatory mogą być położone np. na sieci sześciennej ze stałą sieci {\displaystyle a} w analogii do układu krystalicznego materii skondensowanej. Zakłada się najgorszy scenariusz defektu (jądra kondensacji niestabilności całego układu) w postaci nieobecności dwóch elektronów z sześciu najbliższych sąsiadów wybranego elektronu spoza płaszczyzny stabilizujących ruch, podczas kiedy 4 najbliższe elektrony uważa się za nieruchome w przestrzeni i produkujące zewnętrzny potencjał anty-harmoniczny w kierunku prostopadłym do płaszczyzny wszystkich pięciu elektronów. Warunkiem niestabilności ruchu wybranego elektronu prowadzącej do kaskady niestabilności jest aby całkowity potencjał będący złożeniem (sumą) potencjału oscylatora harmonicznego i rozwiniętego do kwadratu potencjału kulombowskiego od czterech elektronów był ujemny, tzn.
{\displaystyle {\frac {m\omega ^{2}}{2}}-{\frac {1}{2}}\times 4\times {\frac {e^{2}}{4\pi \epsilon _{0}}}{\frac {1}{a^{3}}}<0}
lub
{\displaystyle {\frac {e^{2}}{\pi \epsilon _{0}m\omega ^{2}}}{\frac {1}{a^{3}}}>1.}
Robiąc ten warunek sztucznie kwantowym poprzez pomnożenie licznika i mianownika ułamka przez {\displaystyle \hbar ,} otrzymuje się
{\displaystyle {\frac {2}{\pi }}{\frac {|D_{12}|^{2}}{E_{12}\epsilon _{0}}}\left({\frac {N}{V}}\right)>1,}
gdzie:
{\displaystyle |D_{12}|^{2}={\frac {e^{2}\hbar }{2m\omega }}}
jest kwadratem siły przejścia dipolowego pomiędzy stanem podstawowym i pierwszym wzbudzonym kwantowego oscylatora harmonicznego,
{\displaystyle E_{12}=\hbar \omega }
jest przerwą energetyczną pomiędzy kolejnymi poziomami oraz jak można zauważyć
{\displaystyle {\frac {1}{a^{3}}}={\frac {N}{V}}}
jest przestrzenną gęstością oscylatorów (liczbą oscylatorów na jednostkę objętości).
Warunek ten jest prawie identyczny, jak ten uzyskany przy oryginalnym odkryciu nadpromienistej przemiany fazowej w modelu Dicke, zastępując oscylatory harmoniczne atomami dwupoziomowymi o tym samym co w oscylatorach harmonicznym odstępie pomiędzy poziomami energetycznymi, sile przejścia dipolowego i gęstości przestrzennej, co oznacza, że przemiana zachodzi, kiedy oddziaływania kulombowskie pomiędzy elektronami dominują nad lokalnie harmonicznym oscylatorowym wpływem atomów.
W tym sensie wolny gaz elektronowy z {\displaystyle \omega =0} jest czysto nadpromienisty.
Nierówność krytyczna przepisana jeszcze inaczej
{\displaystyle \omega <{\sqrt {{\frac {e^{2}}{m\pi \epsilon _{0}}}{\frac {N}{V}}}}\approx {\sqrt {{\frac {e^{2}}{m\epsilon _{0}}}{\frac {N}{V}}}}}
wyraża fakt, że nadpromienista przemiana fazowa zachodzi, kiedy częstość wiążących oscylatorów elektronowych jest niższa niż tzw. częstość plazmowa gazu elektronowego.